# (11429) Démodoque
Pour les articles homonymes, voir Démodocos (homonymie).
(11429) Démodoque, désignation internationale (11429) Demodokus, est un astéroïde troyen jovien.

## Description
(11429) Démodoque est un astéroïde troyen jovien, camp grec, c'est-à-dire situé au point de Lagrange L4 du système Soleil-Jupiter. Il présente une orbite caractérisée par un demi-grand axe de 5,265 UA, une excentricité de 0,028 et une inclinaison de 17,1° par rapport à l'écliptique.
Il est nommé en référence au personnage de la mythologie grecque Démodoque, acteur du conflit légendaire de la guerre de Troie.

## Compléments